# Miley Cyrus & Her Dead Petz
Miley Cyrus & Her Dead Petz é o quinto álbum de estúdio da artista musical estadunidense Miley Cyrus. Foi originalmente lançado de forma independente em 30 de agosto de 2015, através da Smiley Miley, Inc. no SoundCloud. Posteriormente, foi lançado comercialmente no iTunes e em outras plataformas de streaming, sob a RCA Records, em 10 de abril de 2017. Cyrus começou a trabalhar no projeto antes do lançamento de Bangerz. O trabalho seguiu em 2014 e 2015, quando ela fez amizade e começou a colaborar com o The Flaming Lips. Em adição a banda de rock psicodélico, Cyrus trabalhou também com os produtores Mike Will Made It e Oren Yoel (com os quais ela já havia colaborado em Bangerz). O álbum contém a participação vocal dos artistas Big Sean (que apareceu em Bangerz), Sarah Barthel do Phantogram e Ariel Pink.
Sem divulgação prévia, Cyrus anunciou que Miley Cyrus & Her Dead Petz estava disponível para streaming gratuitamente quando ela foi anfitriã do MTV Video Music Awards de 2015. Os críticos ficaram divididos em suas opiniões sobre o álbum; alguns aplaudiram a ambição e a experimentação de Cyrus, e outros consideraram sua produção e acabamento geral deficientes. Cyrus promoveu o álbum com videoclipes para as canções "Dooo It!", "Lighter" e "BB Talk", e apresentações das faixas "Karen Don't Be Sad" e "Twinkle Song" no Saturday Night Live. Adicionalmente, ela embarcou na turnê Milky Milky Milk Tour, que durou de novembro a dezembro de 2015.

## Antecedentes e produção
"No meu último disco, tudo o que fazíamos envolvia computadores. Mas [The Flaming Lips são] músicos de verdade - eles conseguem alterar a tonalidade da música com precisão. Eu nunca vi nada parecido antes. Eles me acompanharam nesta jornada que é maior do que qualquer coisa que eu experienciei. É algo realmente profundo."

Cyrus descrevendo a transição artística que experimentou durante a produção do álbum.
Em outubro de 2013, pouco antes do lançamento do seu quarto álbum de estúdio Bangerz, Cyrus anunciou que já estava começando a elaborar o seu próximo disco, afirmando o seguinte: "Eu já estou em uma época diferente [da minha vida] da qual estava quando finalizei [Bangerz]". A artista declarou também que começou a sentir-se "desconectada da vida" em função de sua carreira e por isso "precisava de algo para trabalhar". Mais tarde, a cantora tornou-se amiga de Wayne Coyne e de sua banda The Flaming Lips; eles, consequentemente, se juntaram a Miley na turnê de apoio de Bangerz para algumas performances e também regravaram as canções "Lucy in the Sky with Diamonds" e "A Day in the Life" dos Beatles para o disco do grupo With a Little Help from My Fwends (2014). 
Encantada com a instrumentação ao vivo dos Flaming Lips e seu contraste dos elementos computadorizados de Bangerz, a artista começou a co-compor canções com a banda em maio de 2014 para seu próximo projeto ainda sem título, na esperança de concluí-lo logo após o fim da Bangerz Tour no final daquele ano. O produtor Mike Will Made It, que teve grande envolvimento na elaboração de Bangerz, deu a entender que estava colaborando com Cyrus em um novo projeto em julho de 2014. No mês de dezembro seguinte, ele comentou que eles tinham criado até então seis faixas inacabadas para o disco dela. Naquele ano, a artista também cortou relações criativas com Dr. Luke em busca de uma "direção musical diferente", enquanto a cantora de punk rock Kathleen Hanna se ofereceu para ajudá-la na criação de um projeto que segundo ela "apenas Cyrus é ousada o bastante para fazê-lo".

## Composição

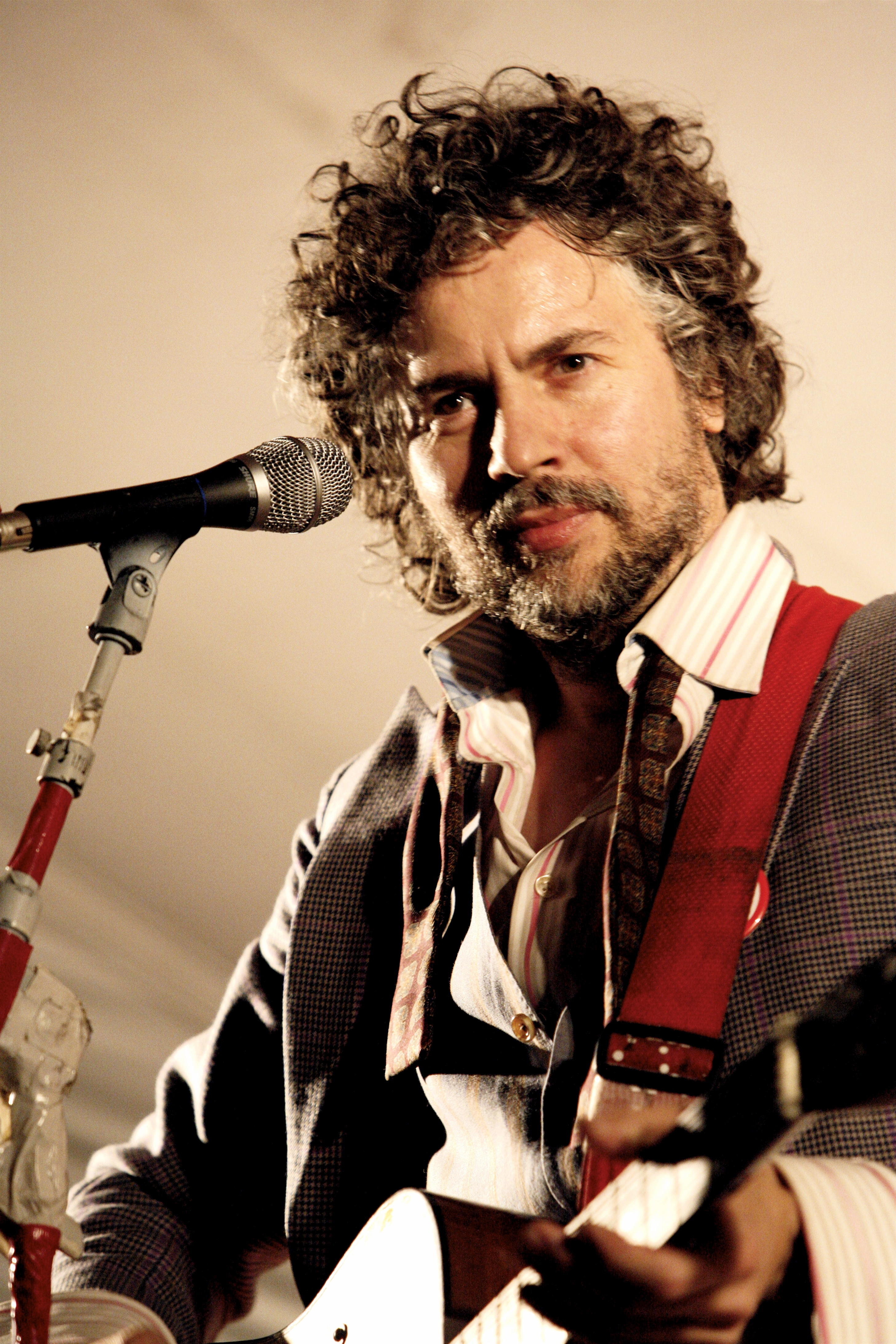
Wayne Coyne (retratado) influenciou a produção do Miley Cyrus & Her Dead Petz.

### Música e letras
Em seus primeiros estágios conceituais, Cyrus descreveu Miley Cyrus & Her Dead Petz como "um pouco psicodélico, mas ainda dentro do mundo pop". Mike Will Made It declarou que o material "soa como uma Lana Del Rey country, exceto pelo fato de que é Miley quem está colocando seu coração para fora". O projeto é do gênero experimental, psicodélico, pop psicodélico, e rock psicodélico com elementos do pop alternativo, synth-pop, art pop, e space rock.

### Composição e conteúdo lírico
A primeira metade do Miley Cyrus & Her Dead Petz tem "uma dose saudável das guitarras quentes do Flaming Lips e uma abordagem melódica forte"; na segunda metade, a "abordagem orgânica" da banda está integrado com a "produção pulsante [pop]" de Mike Will Made It. Jason Lipshutz da Billboard interpretou as referências sexuais e sobre drogas do álbum como uma maneira de Cyrus "se dirigir aos seus pais pelas suas travessuras e loucuras conquistadas na era Bangerz: Você não viu nada ainda!" "Dooo It!" incorpora elementos do hip hop e música trap enquanto Cyrus canta "Yeah, I smoke pot / yeah, I love peace / but I don't give a fuck / I ain't no hippie" em um estilo reminiscente da carreira de M.I.A.. "Karen Don't Be Sad" é uma "balada obscura" que foi descrita como uma "faixa perdida do Yoshimi Battles the Pink Robots." "The Floyd Song (Sunrise)" foi escrita após a morte do cachorro de Cyrus, Floyd, em abril de 2014, enquanto ela estava na Bangerz Tour. A combinação de "guitarra acústica, sons eletrônicos e sintetizadores fortes" dizem que faz os vocais de Cyrus soarem como se ela fosse "líder de uma banda cover do Flaming Lips".
Assim como em "Karen Don't Be Sad", a acústica "Something About Space Dude" também foi comparada com o material do The Flaming Lips Yoshimi Battles the Pink Robots (2002). Em "Space Bootz", Cyrus expressa afeição por um interesse amoroso que está "emocionalmente indisponível", com uma produção mais "pop-cósmica" e "sons e sintetizadores interestelares" e liricamente semelhante a "Something About Space Dude". "Fuckin Fucked Up" é um interlúdio inspirado em witch house que vem antes de "BB Talk"; em "BB Talk" Cyrus expressa aversão por demonstrações públicas de afeto de um interesse amoroso e um desejo para ele "fodê-la e parar de falar igual bebê". O "oscilante e forte piano" de "Fweaky" descreve um encontro sexual após uso e consumo de drogas e bebidas. "Bang Me Box" uma canção "atrevida de R&B eletrônico" expressa um desejo explícito pelo sexo lésbico.
Cyrus canta a décima canção, "Milky Milky Milk" com uma voz "robótica" em uma batida de "sintetizador repetitiva". Ela compartilha as letras "I feel like a slab of butter / that is melting in the sun / agression melts away / now that you and me are one" na faixa seguinte, "Slab of Butter (Scorpion)", que conta com a participação especial de Sarah Barthel do Phantogram. O interlúdio de "robo-funk dos anos 80" "I'm So Drunk" precede "I Forgive Yiew", este que contém elementos do "funk-hop de desenho animado". "I Get So Scared" é um ato "comovente" sobre esquecer um antigo interesse amoroso. e "Lighter" combina um vocal de Cyndi Lauper com experimentação "percolar do pop dos anos 80". "Tangerine" é uma canção "espacial, banhado em depressão" com um verso do rapper Big Sean no meio, seguido pelo carrilhão pesado de "Tiger Dreams" com Ariel Pink como vocalista de apoio. A faixa dezoito, "Evil Is But a Shadow", foi comparado ao Portishead; quando escutada com "Tangerine" e "Tiger Dreams", se torna elementos "drogáveis" e "hipnóticos".
Em "Cyrus Skies", Cyrus canta "I've been alive but I've been a liar" de uma maneira exagerada sob uma batida de "pop opulento" no qual "se parece como um filme de terror de Lana Del Rey". "1 Sun" foi chamada de uma "híbrida de Lady Gaga-Sky Ferreira" com uma produção "electro-industrial-tingida" e 
letras com consciência ambiental que lembram de "Wake Up America" do segundo álbum de estúdio de Cyrus Breakout (2008). De acordo com a artista, ela incluiu a "passiva agressiva" "Miley Tibetan Bowlzzz" no projeto como uma demonstração de seu controle artístico e independência quando sua equipe expressou preocupação de que o álbum pudesse soar "muito longo". Seu pai, Billy Ray Cyrus, gravou ela tocando em taças tibetanas; ela "[procura] pessoas para ouvirem de uma vez só, porque é uma bela história". "Pablow the Blowfish" é uma balada tocada apenas por piano, abordando a dor de Cyrus pela perda de seu peixe de estimação, com letras "bobas" e "cativantes" (incluindo "watching my friends eat my friends ruined my appetite", referindo-se ao sushi). Miley Cyrus & Her Dead Petz encerra com a canção "Twinkle Song", inspirado na morte do gato de um amigo; O vocal de Cyrus começa com uma "voz de balada country controlada" que se torna um "grito poderoso".

## Lançamento
No MTV Video Music Awards de 2014, Cyrus disse que Miley Cyrus & Her Dead Petz (ainda sem título na época) "poderia levar cinco anos" para ser finalizado: "Vou trabalhar nisso até ficar satisfeita". De acordo com a artista, o álbum é "sobre música e não sobre twerking". Em janeiro de 2015, Cyrus expressou sua intenção de "liberar esse material o mais rápido possível", acrescentando que estava trabalhando nele quase todos os dias. Apesar de Bangerz ter custado "alguns milhões" de dólares para ser produzido, Miley Cyrus & Her Dead Petz custou cerca de $50.000; ela disse que a RCA Records, sua gravadora, não escutou nada do material até ele estar completo. O álbum não conta para o contrato de vários álbuns com a gravadora, mas a RCA declarou: "Miley Cyrus continua sendo uma artista inovadora. Ela tem um forte ponto de vista sobre sua arte e expressou seu desejo de compartilhar esse trabalho com seus fãs diretamente. A RCA Records tem o prazer de apoiar a visão musical única de Miley".
Cyrus mencionou a possibilidade de um álbum gratuito durante uma entrevista para a Marie Claire em agosto de 2015, com seu empresário acrescentando que a cantora estava "preparada para vender fora da gravadora" se a RCA não concordasse com seu plano. Naquele mês, Cyrus estava supostamente trabalhando em dois álbuns simultaneamente e considerou lançar seu projeto com o Flaming Lips gratuitamente. Durante o tapete vermelho do MTV Video Music Awards de 2015 em 30 de agosto, evento em que a artista foi anfitriã, ela disse: "Foi a semana mais mágica da minha vida... Parece o Natal". Cyrus encerrou a premiação com uma performance previamente não anunciada de "Dooo It!" com Coyne, e depois da apresentação, anunciou à audiência que Miley Cyrus & Her Dead Petz estava disponível para streaming online gratuitamente. Prensagens em vinil do material foi anunciado em outubro de 2015, mas o lançamento acabou não ocorrendo. Em abril de 2017, o álbum ficou oficialmente disponível comercialmente no iTunes e também em outros serviçoes de assinatura de streaming como a Apple Music e Spotify, depois de ficar disponível de graça no SoundCloud por quase dois anos.

### Reação
Dan Weiss da revista Spin notou que o aspecto mais interessante do projeto foi a boa vontade da RCA Records de deixar Cyrus lançar o material fora de seu contrato: "Antes da era do álbum gratuito surpresa, as gravadoras se recusavam a lançar um disco não comercial ou o deixavam passar despercebido sem promoção". De acordo com Weiss, a gravadora apoiou a estratégia de lançamento de Cyrus quando determinou que nenhum outro material "valeria a pena lutar contra a grande Miley". Chris DeVille do Stereogum declarou, "Depois de um segundo ano consecutivo pontilhado de surpresas por todos de Drake para Death Grips para Miley Cyrus e the Flaming Lips" (depois do quinto álbum de estúdio auto-intitulado surpresa de Beyoncé em 2013), a prática correu o risco de se tornar mais "padrão". DeVille questionou a precisão da palavra "surpresa", desde que a existência dos projetos foi amplamente discutida pela mídia antes de tais surpresas.
Joe Coscarelli escreveu para o The New York Times que, devido o sucesso e a duração de sua carreira, Cyrus ganhou o privilégio de "[estrear] uma versão diferente e decididamente não comercial de si mesma" e sua maneira "performativa, pós-Disney, caráter 'qualquer-coisa' é mais do que uma estratégia de venda – é apenas sua estética e estilo de vida abrangentes". John Mayer chamou o álbum de uma "obra-prima de genialidade esquisita" no Twitter. Elogiando a demonstração de Cyrus de que "você pode ser um artista em um ano e no próximo descobrir uma luz maluca dentro de você e brilhá-la em todos os lugares". Elton John elogiou a cantora por sua colaboração pouco ortodoxa com o Flaming Lips, no qual ele chamou de "impulso do momento, coisas fora do comum... isso teria acontecido durante os anos 60".

### Promoção
Antes do anunciamento de Miley Cyrus & Her Dead Petz, a artista cantou a canção "Twinkle Song" no Art Basel em Miami Beach, Flórida em 7 de dezembro de 2014. Ela e the Flaming Lips intruduziram "Tiger Dreams" durante a festa inicial do Adult Swim no Terminal 5 na Cidade de Nova Iorque em 13 de maio de 2015. Depois do lançamento do álbum, Cyrus foi a anfitriã e convidada musical na estreia da 41ª temporada do Saturday Night Live em 3 de outubro. Ela e the Flaming Lips foram introduzidos pela candidata a presidência dos Estados Unidos Hillary Clinton para a performance de "Karen Don't Be Sad" em macacões de animais; Cyrus "[ficou] em frente ao microfone usando uma colmeia loira feita de dreadlocks, enrolada em barbante e acessórios brilhantes". Para a apresentação de "Twinkle Song" a cantora ficou sozinha, onde ela "[sentou] em um piano coberto de fotos de animais [e] pequenas luzes azuis"; a performance foi finalizando com Cyrus "chorando [e] sua voz fraquejando". Na mesma noite, a artista anunciou a Miley Cyrus & Her Dead Petz Tour (mais tarde renomeada como Milky Milky Milk Tour), no qual ela visitou 8 clubes pela América do Norte durante novembro e dezembro. The Flaming Lips apresentaram "Karen Don't Be Sad" and "Tiger Dreams" durante uma performance improvisada no Observatory em Santa Ana, Califórnia em 12 de outubro; Wayne Coyne fez o vocal principal, explicando que Cyrus estava "em casa". Vídeos musicais para "Dooo It!", "Lighter" and "BB Talk" foram lançados em 31 de agosto, 21 de novembro, e 11 de dezembro, respectivamente. Depois das estreias dos vídeos, "Dooo It!" e "BB Talk" atingiram a posição de número 60 a 86 na tabela do Canadá Billboard Canadian Hot 100.

## Análise da crítica
| Críticas profissionais | Críticas profissionais |
| Pontuações agregadas   | Pontuações agregadas   |
| Fonte                  | Avaliação              |
| ---------------------- | ---------------------- |
| Metacritic             | 60/100                 |
| Avaliações da crítica  |                        |
| Fonte                  | Avaliação              |
| AllMusic               | [ 51 ]                 |
| The A.V. Club          | C                      |
| Billboard              | [ 19 ]                 |
| Consequence of Sound   | C–                     |
| DIY                    | [ 18 ]                 |
| Entertainment Weekly   | A–                     |
| New York Daily News    | [ 13 ]                 |
| NME                    | 8/10                   |
| Pitchfork              | 3/10                   |
| Rolling Stone          | [ 54 ]                 |

Miley Cyrus & Her Dead Petz foi recebido com opiniões variadas dos críticos de música. No Metacritic que atribui uma classificação normalizada de 100 a críticas de publicações populares, o álbum recebeu uma pontuação média de 60, com base em 21 análises, que indica "avaliações geralmente favoráveis". De acordo com Kyle Anderson do Entertainment Weekly o projeto viu Cyrus "puxando um reverso a Liz Phair em que ela [começa] com um material pop brilhante e [termina] produzindo algo tão intenso e cru como Exile in Guyville"; o projeto representa uma "destilação da alma de uma artista rara e maravilhosa". Nick Levine da NME escreveu que "1 Sun" e "I Get So Scared" são liricamente semelhantes as canções anteriores de Cyrus "Wake Up America" e "Adore You", e que as mesmas fazem o álbum "[parecer] uma progressão maravilhosamente inesperada" ao invés de "algo preparado para ganhar credibilidade". Rob Sheffield chamou "Something About Space Dude" como o ponto alto do álbum em sua revisão para a Rolling Stone, citando o verso "our lips get me so wet / while I'm singing all the verses from the Tibetan Book of the Dead" de "Milky Milky Milk" como o melhor do projeto, apesar de Cyrus tentar em vários momentos "notas agudas semelhantes a Coyne que não combinam com sua voz grave". O álbum foi classificado em 10º, 25º e 42º lugares, respectivamente na Entertainment Weekly, Time Out London, e NME, em suas listas de melhores álbuns de 2015.
Numa análise variada, Annie Zaleski do The A.V. Club chamou os 92 minutos do álbum de uma "produção não refinada" e um "trabalho duro passageiro", embora fosse "louvável por sua bravura diabólica". De acordo com Jason Lipshutz da Billboard, o álbum deve ser apreciado "como o trabalho de uma artista que... não estará ligada ao estrelato pop pós-adolescente que herdou há menos de dois anos"; embora a maioria das canções se tornem "inaudíveis", o projeto no geral é "bagunçado, imperfeito, provocativo e divertido". Escrevendo para a revista DIY, Kyle Macneill notou que as faixas oscilam entre sucesso e fracasso, elogiando Cyrus seu "dedo gigante para escolher as restrições da indústria", e descreveu o álbum como "uma visão deslumbrante da mente cintilante de uma das maiores estrelas do pop".
Jim Faber do New York Daily News escreveu que os vocais de Cyrus soam como "gravados através de um bongo"; o álbum "poderia ter usado uma boa dose de edição" e é "irritante para qualquer ouvinte". De acordo com Dan Weiss da Spin "a total falta de imprevisibilidade... é o que trai a verdadeira falta de imaginação de Cyrus" e ele levantou a possibilidade de uma "reação de todos os tempos" que ela poderia experimentar se voltasse ao mercado convencional "sem cortejar as rádios". Sasha Geffen escreveu na Consequence of Sound que o álbum "é uma grande bagunça, mas pelo menos é honesto"; Meaghan Garvey da Pitchfork criticou Cyrus por lançar "a definição de um projeto de vaidade".

## Condecorações

### Listas de fim de ano
Embora tenha sido recebido de forma controversa com críticas negativas no geral, Miley Cyrus & Her Dead Petz fez aparição em diversas listas de melhores álbuns do ano. Entertainment Weekly colocou o álbum dentro do top dez em sua lista dos 40 melhores álbuns de 2015, dizendo que "Dead Petz é uma realização notável porque Cyrus parece ter aproveitado todo o seu potencial de uma vez: existem canções prontas para estrear no Hot 100, partidas psicodélicas, rock severo, e um pop alternativo pulsante que imediatamente se torna o outro melhor disco pop do ano (depois do excelente Emotion de Carly Rae Jepsen) e soa assustadoramente obsoleto". Time Out London colocou Dead Petz na posição vinte e cinco na lista de 50 melhores álbuns, declarando que "é forte e autoindulgente, mas nunca entediante, onde algumas faixas estão facilmente entre as melhores de 2015"; enquanto NME colocou o projeto em quarenta e dois na sua lista, comentando que "é certamente o álbum mais estranho feito por uma grande estrela pop atualmente, mas o mais impressionante, é que também é uma escuta essencial".
| Publicação           | Lista                         | Pos. | Ref.   |
| -------------------- | ----------------------------- | ---- | ------ |
| Entertainment Weekly | Os 40 Melhores Álbuns de 2015 | 10   | [ 60 ] |
| Pop Justice          | Top 33 Álbuns de 2015         | 24   | [ 61 ] |
| Time Out London      | 50 Melhores Álbuns de 2015    | 25   | [ 62 ] |
| New Music Express    | Top 50 Álbuns de 2015         | 42   | [ 59 ] |
| Variance             | 50 Melhores Álbuns de 2015    | 50   | [ 63 ] |
| Crack Magazine       | Melhores Álbuns de 2015       | 100  | [ 64 ] |

## Legado
"Esquecido tão rapidamente quanto chegou, Dead Petz também pode ter previsto o panorama rápido e efêmero dos álbuns atuais."

Tatiana Cirisiano da Billboard observa como o álbum pode ter influenciado a música contemporânea.
Depois de uma má recepção por parte do público e dos críticos desde o seu lançamento, Miley Cyrus & Her Dead Petz vem ganhando mais reconhecimento ao longo do tempo. Em um artigo para a Billboard, Tatiana Cirisiano apontou que, com este álbum, Cyrus eliminou algo padronizado, lançando-o fora de seu contrato de vários álbuns com a RCA Records e fazendo isso online gratuitamente, "um movimento ousado e com grande potencial de falha para qualquer artista atual, principalmente para uma estrela pop em 2015". O projeto foi reconhecido por "afirmar que as estrelas pop, também, devem ter a liberdade de fazer experiências ousadas uma vez ou outra - embora eles certamente possam usar o modelo de 'era' se servir melhor à sua arte, nem todo lançamento deve conotar o início de um ciclo de álbum altamente promovido e correspondente."
Dead Petz foi pontuado como "um predecessor da quebra de regras atuais, de cena pop que muda a tradição", assim como Lana Del Rey fez com seu projeto Norman Fucking Rockwell! no qual tem um single de quase dez minutos, Billie Eilish liderando uma geração de adolescentes vestidos da maneira que quer com a possibilidade de um pop sombrio jamais visto, e Ariana Grande lançando dois álbuns de estúdio em seis meses com a rapidez e a arrogância de um rapper do SoundCloud.

## Alinhamento de faixas
Créditos adaptados do website de Cyrus.
| N.º            | Título                                          | Compositor(es)                                    | Produtor(es)                                                                                                   | Duração |  |
| 1.             | "Dooo It!"                                      | Miley Cyrus Wayne Coyne Steven Drozd Dennis Coyne | Cyrus The Flaming Lips D. Coyne [a] Dave Fridmann [a]                                                          | 3:38    |  |
| 2.             | "Karen Don't Be Sad"                            | Cyrus W. Coyne Drozd                              | Cyrus The Flaming Lips D. Coyne [a] Fridmann [a]                                                               | 4:52    |  |
| 3.             | "The Floyd Song (Sunrise)"                      | Cyrus Drozd W. Coyne D. Coyne                     | Cyrus The Flaming Lips D. Coyne [a] Fridmann [a]                                                               | 5:16    |  |
| 4.             | "Something About Space Dude"                    | Cyrus W. Coyne Derek Brown Drozd D. Coyne         | Cyrus The Flaming Lips D. Coyne [a] Fridmann [a]                                                               | 3:28    |  |
| 5.             | "Space Bootz"                                   | Cyrus                                             | Oren Yoel Cyrus [b]                                                                                            | 4:39    |  |
| 6.             | "Fuckin Fucked Up"                              | Cyrus D. Coyne                                    | Cyrus The Flaming Lips D. Coyne [a] Fridmann [a]                                                               | 0:50    |  |
| 7.             | "BB Talk"                                       | Cyrus Yoel                                        | Yoel The Flaming Lips [b] Cyrus [b]                                                                            | 4:32    |  |
| 8.             | "Fweaky"                                        | Cyrus Asheton Hogan Michael L. Williams II        | Mike Will Made It A+ [c]                                                                                       | 3:47    |  |
| 9.             | "Bang Me Box"                                   | Cyrus                                             | Mike Will Made It Resource [c]                                                                                 | 3:41    |  |
| 10.            | "Milky Milky Milk"                              | Cyrus W. Coyne Drozd D. Coyne                     | Cyrus The Flaming Lips D. Coyne [a] Fridmann [a]                                                               | 4:47    |  |
| 11.            | "Slab of Butter (Scorpion)" (com Sarah Barthel) | Cyrus W. Coyne Drozd D. Coyne                     | Mike Will Made It Cyrus The Flaming Lips Ryder Ripps [c] Jon Baken [c] Josh Knapp [c] Fridmann [a] Barthel [a] | 5:01    |  |
| 12.            | "I'm So Drunk"                                  | Cyrus                                             | Cyrus The Flaming Lips D. Coyne [a] Fridmann [a]                                                               | 0:46    |  |
| 13.            | "I Forgive Yiew"                                | Cyrus Sam Hook                                    | Mike Will Made It Ripps [c] Baken [c] Knapp [c]                                                                | 3:14    |  |
| 14.            | "I Get So Scared"                               | Cyrus                                             | Yoel | 3:53    |  |
| 15.            | "Lighter"                                       | Cyrus                                             | Mike Will Made It A+ [c]                                                                                       | 5:19    |  |
| 16.            | "Tangerine" (com Big Sean)                      | Cyrus Drozd W. Coyne D. Coyne Sean Anderson       | Cyrus The Flaming Lips D. Coyne [a] Fridmann [a]                                                               | 5:05    |  |
| 17.            | "Tiger Dreams" (com Ariel Pink)                 | Cyrus Drozd W. Coyne                              | Cyrus The Flaming Lips D. Coyne [a] Fridmann [a]                                                               | 5:52    |  |
| 18.            | "Evil Is But a Shadow"                          | Cyrus W. Coyne Drozd Brown D. Coyne               | Cyrus The Flaming Lips D. Coyne [a] Fridmann [a]                                                               | 4:35    |  |
| 19.            | "Cyrus Skies"                                   | Cyrus Drozd W. Coyne                              | Cyrus The Flaming Lips D. Coyne [a] Fridmann [a]                                                               | 5:33    |  |
| 20.            | "1 Sun"                                         | Cyrus                                             | Oren Yoel | 3:59    |  |
| 21.            | "Miley Tibetan Bowlzzz"                         | Cyrus Drozd                                       | The Flaming Lips                                                                                               | 2:09    |  |
| 22.            | "Pablow the Blowfish"                           | Cyrus                                             | Cyrus | 3:30    |  |
| 23.            | "Twinkle Song"                                  | Cyrus                                             | Cyrus | 3:43    |  |
| Duração total: | Duração total:                                  | Duração total:                                    | Duração total:                                                                                                 | 92:06   |  |

Notas
- ↑[a]  denota produção adicional
- ↑[b]  denota produção de vocais
- ↑[c]  denota co-produção
- A primeira versão disponível no SoundCloud teve "Cyrus Skies" como a faixa 11, assim como "Miley Tibetan Bowlzzz" e "Pablow the Blowfish", que eram invertidas. Foi mais tarde, atualizado para a lista de faixas atual.

## Créditos
Créditos adaptados do website de Cyrus.
- A+ – produção
- Josh Baken – produção
- Sarah Barthel – produção
- Dennis Coyne – mixagem, gravação, produção
- Billy Ray Cyrus – gravação
- Miley Cyrus – produção executiva, mixagem, produção, gravação
- Doron Dina – mixagem
- The Flaming Lips – mixagem, produção, gravação
- Luis Flores – assistência
- Dave Fridmann – mixagem, produção
- Mike Fridmann – assistência
- Darryle Gayle – assistência
- Paul David Hager – mixagem, engenheiro de som
- Steve "The Sauce" Hybicki – mixagem
- Josh Knapp – produção
- Dave Kutch – masterização
- Randy Lanphear – assistência
- Mike Will Made It – produção, gravação
- Resource – produção
- Ryder Ripps – produção
- Sean Tallman – mixagem
- Oren Yoel – instrumentação, mixagem, produção, programação

## Histórico de lançamentos
| Região | Data                 | Formato(s)                 | Gravadora(s) | Ref.   |
| ------ | -------------------- | -------------------------- | ------------ | ------ |
| Várias | 30 de agosto de 2015 | Streaming online           | Smiley Miley | [ 33 ] |
| Várias | 10 de abril de 2017  | Download digital streaming | RCA          | [ 33 ] |